# Martin Ulrich Nielsen
 Der er flere personer med dette navn, se Martin Nielsen.
Martin Ulrich Nielsen (født 24. juli 1973) er en dansk professionel fodboldspiller, hvor hans primære position på banen er i det centrale forsvar. Hans nuværende klub er 1. divisionsklubben Boldklubben Fremad Amager (pr. 20. december 2004), hvor han per 17. januar 2007 tiltrådte posten som spillende assistenttræner for 1. holdet.
Martin Nielsen startede oprindeligt med at spille fodbold i Idrætsforeningen AIA-Tranbjerg, inden han som 15-årig skiftede til Aarhus GF og var med til at vinde DM for juniorer i 1989. Han nåede endvidere at spille 8 U-21 landskampe i perioden 1992-1994 for Aarhus GF (3 sejre, 1 uafgjort og 4 nederlag) uden dog at score nogen mål. Han var med til at vinde pokalfinalen for Aarhus GF i 1992 og 1996, inden han skiftede til FC København. I sommeren 1999 skrev han kontrakt med nystiftede FC Midtjylland, efter at have været udlejet til en af moderklubberne (Herning Fremad), og tilbragte 5 år med klubben før hans kontrakt blev ophævet kort inden sommeren 2004. Han spillede herefter adskillige kampe som amatør for Aarhus GFs reservehold og dets hold i kvalifikationsrækken i efteråret 2004, før han skiftede til Fremad Amager under vinterpausen i 2004-2005 sæsonen. Han fik sin debut for Fremad Amager den 6. marts 2005 mod FC København i DBUs Landspokalturnering.

## Spillerkarriere
- 197?-198?: Idrætsforeningen AIA-Tranbjerg
- 198?-1996: Aarhus GF, Superligaen
- 1996-1998: FC København, 62 kampe og 3 mål, Superligaen
- 199?-199?: Huddersfield Town FC (England)
- 1999-1999: Herning Fremad (udlejet fra FC København), 1. division
- 1999-2004: FC Midtjylland, 135 kampe og 0 mål, 1. division og Superligaen
- 2004-2004: Aarhus GF (reserveholdet og 2. holdet), Kvalifikationsrække, pulje 3 (efterår)
- 2004-2007: Boldklubben Fremad Amager, 41 kampe og 0 mål, 1. division[1]
- 2009-2011: BK Søllerød-Vedbæk, 2. division

## Trænerkarriere
- 2007-2009: Spillende assistenttræner i Boldklubben Fremad Amager, 1. division
- 2009-2011: Spillende assistenttræner i BK Søllerød-Vedbæk, 2. division
- 2011-2012: Assistenttræner i BGA, Danmarksserien
- 2012-2013: Assistenttræner i BK Søllerød-Vedbæk, 2. division
- 2013: Cheftræner i BK Søllerød-Vedbæk, 2. division